# 玉亭型揚陸艦
玉亭型揚陸艦（玉庭型とも; ユティンがたようりくかん、英語: Yuting class landing ships）は、中国人民解放軍海軍の大型揚陸艦（戦車揚陸艦）の艦級に対して付与されたNATOコードネーム。人民解放軍海軍での名称は、前期型（玉亭I型）については072-II型大型揚陸艦（中国語: 072-II型大型登陆舰）、後期型（玉亭II型）については072-IIA型大型揚陸艦（中国語: 072-IIA型大型登陆舰）や072-III型大型揚陸艦（中国語: 072-III型大型登陆舰）と異なる見解がある。

## 玉亭I型 / 072-II型
基本的には、先行する072型（玉坎型）の発展型であり、艦首を海岸に擱座して兵員・車両を揚陸することを前提に設計されている。このため、艦首部には観音開きの門扉（バウ・ドア）とその中にバウ・ランプを有している。
072型とくらべて、全長は同じだが、幅を増すことにより満載排水量にして1,000トン以上大型化しており、輸送能力の向上をはかっている。搭載余面は810 m2、積載量500トンとされており、水陸両用戦車10両を搭載できる。また揚陸部隊として海軍陸戦隊250名が乗艦できる。
艦尾にはウェルドックを備えており、水陸両用車や724型エアクッション揚陸艇の発進・収容に用いることができる（単なるランプドアのみで注水不能との説もある）。このほか、煙突両舷にLCVP上陸用舟艇を少なくとも2隻、最大4隻搭載できる。またドック上方にはヘリコプター甲板を設けているが、ハンガーは備えていない。なお航空艤装と引き換えに、武装はやや簡易化されている。

## 玉亭II型 / 072-IIA(072-III型)
排水量は072II型と同様だが、全長を130メートルに増す一方で幅を16メートルに狭めて、造波抵抗の軽減を図っている。また主船体の乾舷を高め、船首楼も延長されている。
バウドアの後端下部からナックルが船首楼まで設けられていることから、水線下の形状も変更されていると見られている。
外見上での最大の特徴が、上甲板とヘリコプター甲板を同一レベルとして、艦橋構造物内を全通する車両用のトンネル通路によって連絡したことである。これにより、必要に応じてヘリコプター甲板にも車両を露点係止するなど、運用上の柔軟性が向上した。なおこれに伴い、艦橋構造物は全幅いっぱいに広げられている。
レールガンと思われる巨大な砲塔を艦首に搭載した写真が2018年に撮影され、2019年1月5日に環球時報は中国中央電視台（CCTV）を引用しながら艦載レールガンを近く実戦配備すると報じた。また、30日には米CNBCが米情報機関の関係筋の話として中国でのレールガンの開発は2011年に初めて確認されており、2017年末に艦載化に成功し、2023年までに洋上試験が完了する見通しであると報じた。

## 同型艦一覧
| 設計                            | 艦番号 | 艦名                   | 就役            | 退役       | 配備先   | 備考                                                                      |
| ------------------------------- | ------ | ---------------------- | --------------- | ---------- | -------- | ------------------------------------------------------------------------- |
| 072-II型 /玉亭I型               | 991    | 峨眉山 (E'meishan)     | 1992年 9月      |            | 南海艦隊 |                                                                           |
| 072-II型 /玉亭I型               | 934    | 丹霞山 (Danxiashan)    | 1995年 9月      |            | 南海艦隊 |                                                                           |
| 072-II型 /玉亭I型               | 935    | 雪峰山 (Xuefengshan)   | 1995年 12月     |            | 南海艦隊 |                                                                           |
| 072-II型 /玉亭I型               | 936    | 海洋山 (Haiyangshan)   | 1996年 5月      | 2014年 6月 | 南海艦隊 | 2014年に中国海警局に移管されて 「拖25」として再就役、後に「警医01」と改称 |
| 072-II型 /玉亭I型               | 937    | 青城山 (Qingchengshan) | 1996年 8月      |            | 南海艦隊 |                                                                           |
| 072-II型 /玉亭I型               | 908    | 雁蕩山 (Yandanshan)    | 1997年 1月      |            | 東海艦隊 |                                                                           |
| 072-II型 /玉亭I型               | 909    | 九華山 (Jiuhuashan)    | 2000年 4月      |            | 東海艦隊 |                                                                           |
| 072-II型 /玉亭I型               | 939    | 普陀山 (Putuoshan)     | 2000年 8月      |            | 東海艦隊 |                                                                           |
| 072-II型 /玉亭I型               | 910    | 黄崗山 (Huanggangshan) | 2001年 12月     |            | 東海艦隊 |                                                                           |
| 072-II型 /玉亭I型               | 940    | 天台山 (Tiantaishan)   | 2002年 4月      |            | 東海艦隊 |                                                                           |
| 072-IIA型 (072-III型) /玉亭II型 | 913    | 八仙山 (Baxianshan)    | 2003年 10月     |            | 東海艦隊 |                                                                           |
| 072-IIA型 (072-III型) /玉亭II型 | 911    | 天柱山 (Tianzhushan)   | 2003年          |            | 北海艦隊 |                                                                           |
| 072-IIA型 (072-III型) /玉亭II型 | 992    | 華頂山 (Huadingshan)   | 2003年          |            | 南海艦隊 |                                                                           |
| 072-IIA型 (072-III型) /玉亭II型 | 993    | 羅霄山 (Luoxiaoshan)   | 2003年 1月      |            | 南海艦隊 |                                                                           |
| 072-IIA型 (072-III型) /玉亭II型 | 912    | 大青山 (Daqingshan)    | 2004年          |            | 北海艦隊 |                                                                           |
| 072-IIA型 (072-III型) /玉亭II型 | 994    | 戴雲山 (Daiyunshan)    | 2004年          |            | 南海艦隊 |                                                                           |
| 072-IIA型 (072-III型) /玉亭II型 | 995    | 万羊山 (Wanyangshan)   | 2004年          |            | 南海艦隊 |                                                                           |
| 072-IIA型 (072-III型) /玉亭II型 | 996    | 老鉄山 (Laotieshan)    | 2005年          |            | 南海艦隊 |                                                                           |
| 072-IIA型 (072-III型) /玉亭II型 | 997    | 雲霧山 (Yunwushan)     | 2005年          |            | 南海艦隊 |                                                                           |
| 072-IIA型 (072-III型) /玉亭II型 | 981    | 大別山 (Dabieshan)     | 2015年 5月23日  |            | 東海艦隊 |                                                                           |
| 072-IIA型 (072-III型) /玉亭II型 | 982    | 太行山 (Taihangshan)   | 2015年 10月22日 |            | 東海艦隊 |                                                                           |
| 072-IIA型 (072-III型) /玉亭II型 | 916    | 天目山 (Tianmushan)    | 2016年 1月12日  |            | 東海艦隊 |                                                                           |
| 072-IIA型 (072-III型) /玉亭II型 | 914    | 武夷山 (Wuyishan)      | 2016年 3月7日   |            | 東海艦隊 |                                                                           |
| 072-IIA型 (072-III型) /玉亭II型 | 915    | 徂徠山 (Culaishan)     | 2016年 3月7日   |            | 東海艦隊 |                                                                           |
| 072-IIA型 (072-III型) /玉亭II型 | 917    | 五台山 (Wutaishan)     | 2016年 3月7日   |            | 東海艦隊 |                                                                           |